# Saturnino de Sousa e Oliveira Coutinho
Saturnino de Sousa e Oliveira Coutinho (Córrego Seco, 29 de novembro de 1803 – Rio de Janeiro, 18 de abril de 1848) foi um advogado e político brasileiro.

## Vida
Nasceu no Córrego Seco, atual Petrópolis, em 29 de novembro de 1803, sendo filho legítimo do coronel de engenheiros Aureliano de Sousa e Oliveira e de sua esposa, de nome ignorado. Era também irmão do Visconde de Sepetiba.
Fez seus estudos preparatórios no Rio de Janeiro e depois partiu para Portugal, onde estudou Direito na Universidade de Coimbra, voltando para o Rio de Janeiro em 1825. Ali abriu um escritório e começou a trabalhar como advogado, tendo defendido os irmãos Antônio Carlos e Martim Francisco, quando estes voltaram do exílio.
Em 1831 ingressou no Partido Moderado, no mesmo ano, com a criação da Guarda Nacional, foi nomeado tenente-coronel. Em 17 de abril de 1832 combateu, com seu batalhão, os caramurus . Em 1833 foi eleito deputado geral pela Corte e do Rio de Janeiro. Foi nomeado inspetor da Alfândega, deixando o cargo após conflitos com o ministro da Fazenda, em 1836, retornando ao posto somente um ano depois.
Foi presidente da província do Rio Grande do Sul de 24 de junho de 1839 a 27 de julho de 1840, tendo se demitido junto com o comandante das armas, Manuel Jorge Rodrigues. Voltou para o Rio, reassumindo seu posto na Alfândega. Retornou ao governo, de 17 de abril de 1841 a 9 de novembro de 1842, entregando o cargo, então, ao Barão de Caxias. Retornou ao Rio de Janeiro, novamente na Alfândega.
Candidatou-se ao senado em 1844, sem sucesso. Foi eleito então deputado geral. Foi ministro dos Negócios Estrangeiros, assumindo em 22 de maio de 1847. Ocupou interinamente primeiro o Ministério da Fazenda, depois o da Justiça (ver Gabinete Alves Branco).
Morreu em pobreza, o seu funeral foi realizado à custa de seus amigos.
Foi senador do Império do Brasil, de 1847 a 1848. Foi dignitário da Imperial Ordem do Cruzeiro.